# Botrucnidiata damasi
Botrucnidiata damasi Leloup, 1932 è un antozoo della famiglia Botrucnidiferidae. È l'unica specie del genere Botrucnidiata.